# Diemerbrug
De Diemerbrug is een op afstand bediende ophaalbrug in het Noord-Hollandse dorp Diemen over de Weespertrekvaart. De brug verbindt de Burgemeester Bickerstraat en het oude dorp met de Beukenhorst en de woonwijk Diemen-Zuid. Ook geeft de brug een verbinding met de Harteveldseweg en de Muiderstraatweg aan de noordzijde en met de Venserkade en de Prins Hendrikkade aan de zuidzijde van de Weespertrekvaart. De brug is uitgevoerd in de kleuren blauw-wit uit het wapen en de vlag van Diemen. De brug kreeg daarmee de kleuren mee, die de gemeente Amsterdam bij een aantal diensten gebruikt(e), zie bijvoorbeeld de van tientallen bruggen (zoals brug 705) aldaar en de kleuren van trams.

## Geschiedenis
Oorspronkelijk was de brug een smalle houten ophaalbrug en lag in de Ouddiemerlaan iets ten oosten van de huidige brug. Vandaar liep de Ouderkerkerlaan verder in de richting Ouderkerk aan de Amstel en Amstelveen. Rond de brug ontstond enige bebouwing en er was in Diemen toen sprake van twee kernen, het oude dorp (Oud Diemen) en Diemerbrug.
In de loop der jaren werd Diemerbrug het zwaartepunt van het dorp, mede door de gunstige ligging van de Diemerbrug aan de waterwegverbinding van Amsterdam met de Utrechtse Vecht. Bij de brug ontstond een kruispunt van de noord-zuid en oost-west lopende wegen. De oorspronkelijk aan het water staande bebouwing heeft in de jaren 1920 en 1930 moeten wijken voor de tot Rijksweg 1 verbrede Muiderstraatweg en Hartveldseweg.
Eind jaren dertig bleek de brug ter hoogte van de Ouderkerkerlaan niet langer te handhaven. Dit kwam mede doordat de Weespertrekvaart enigszins verplaatst moest worden. Het almaar toenemende verkeer op de Hartveldseweg was daar de oorzaak van; de weg moest verbreed worden om de Hartveldseweg vierbaans te maken. Er kwam een nieuwe brug ter hoogte van de Burgemeester Bickerstraat. De brug werd elektrisch bediend, dus kwam er een brugwachtershuisje annex elektriciteitshuisje (Prins Hendrikkade 1a). De oude brug werd door Rijkswaterstaat verplaatst naar Weert. In de jaren 1980-1982 verscheen ten noordwesten van de Diemerbrug de Venserbrug met een nieuw brugwachtershuisje vanwaaruit ook de Diemerbrug bediend zou worden.
In het begin en midden van de jaren tachtig kwam er een nieuwe brug onder auspiciën van Rijkswaterstaat. De brug moest de nieuwbouw van woonwijk Diemen-Zuid helpen ontsluiten, maar sloot nog steeds aan op Rijksweg 1. De nieuwe brug kwam iets westelijker dan de oude te liggen. Het oude brugwachtershuisje bleef daarbij gespaard.
Rond 1988 werd de Rijksweg 1 verlegd naar buiten Diemen. Als gevolg daarvan konden de Hartveldseweg en de Muiderstraatweg gereconstrueerd worden; Diemen nam toen ook de bediening over. In 2001 werd de Diemerbrug verbreed. In 2004 nam Diemen ook het beheer over de brug over van Rijkswaterstaat.

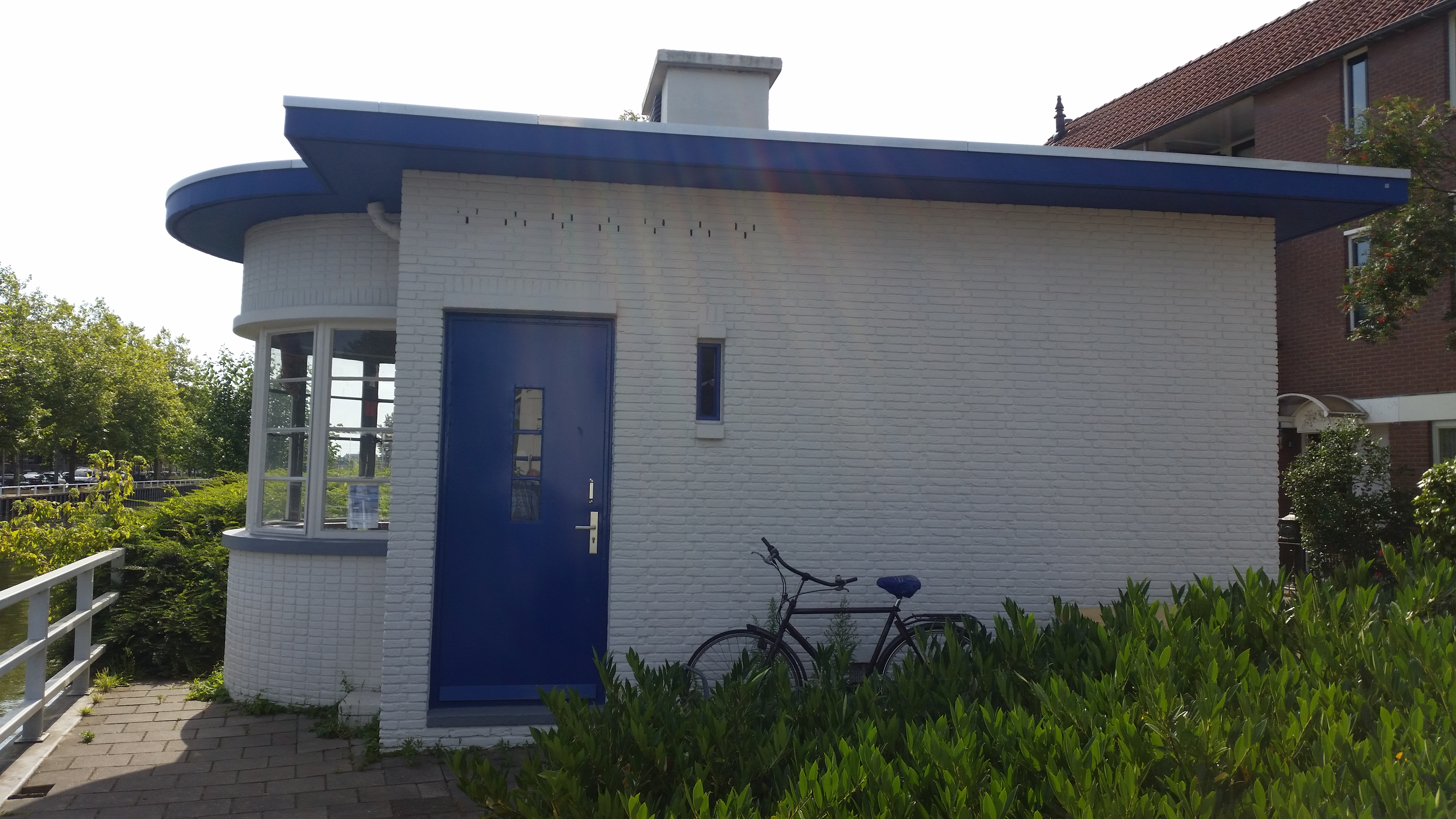
Brugwachters/GEB-huisje (juli 2018)

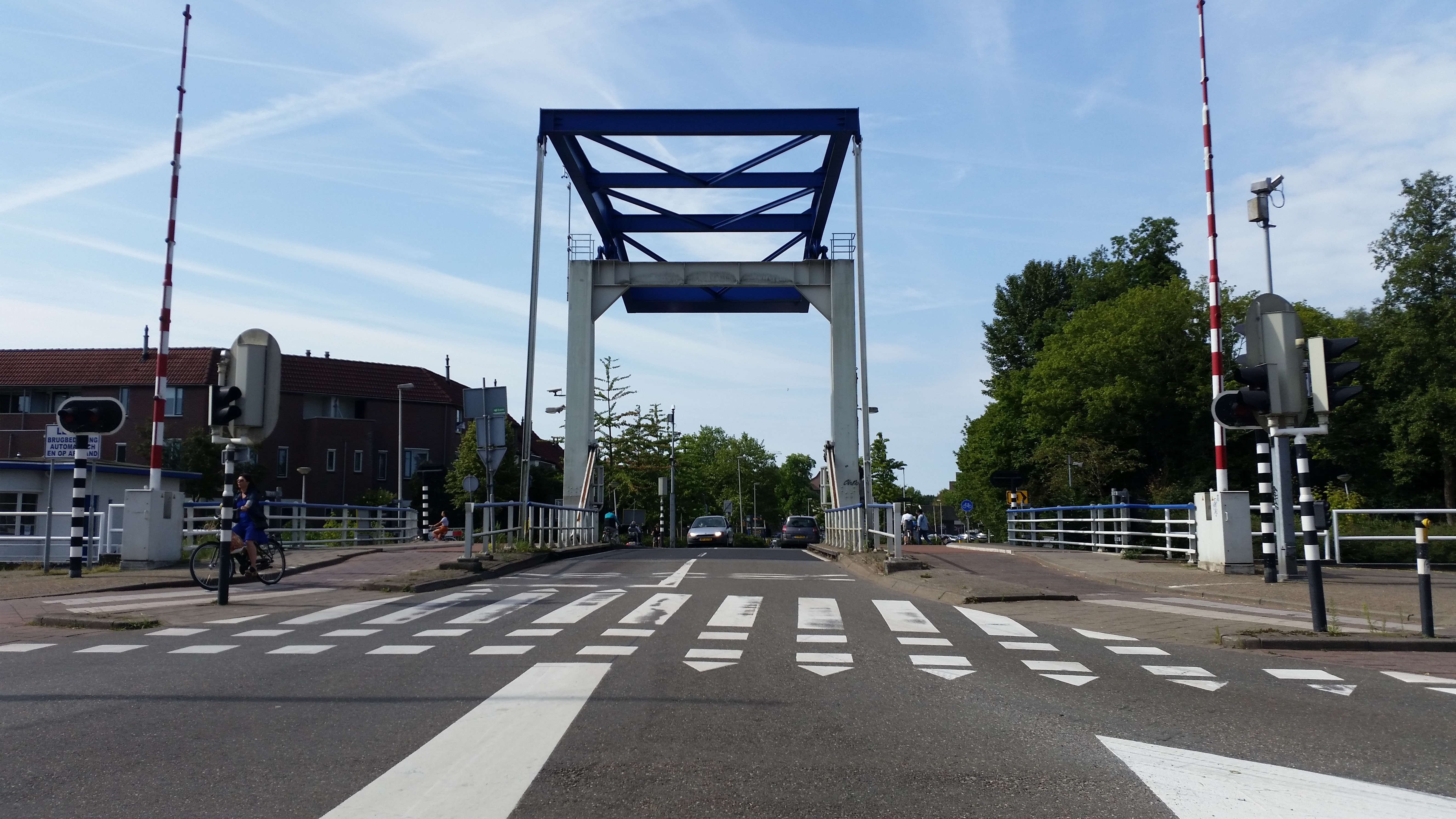
Overzicht (juli 2018)

GVB buslijn 44 rijdt over de brug.